# Ministri per i rapporti con il Parlamento della Romania
Questo elenco comprende i ministri per i rapporti con il Parlamento della Romania a partire dal 1989.

## Lista dei ministri per i rapporti con il Parlamento
| Ministro | Ministro         | Ministro                              | Partito                                                                              | Governo             | Mandato          | Mandato          | Leg. |
| Ministro | Ministro         | Ministro                              | Partito                                                                              | Governo             | Inizio           | Fine             | Leg. |
| --- | ---------------- | ------------------------------------- | ------------------------------------------------------------------------------------ | ------------------- | ---------------- | ---------------- | ---- |
| Riforma e rapporti con il Parlamento (Ministerul pentru reformă și relațiile cu Parlamentul) |                  |                                       |                                                                                      |                     |                  |                  |      |
| |                  | Adrian Severin (1954)                 | Fronte di Salvezza Nazionale                                                         | Governo Roman II    | 28 giugno 1990   | 16 ottobre 1991  | I    |
| Rapporti con il Parlamento (Ministerul pentru relația cu Parlamentul) |                  |                                       |                                                                                      |                     |                  |                  |      |
| |                  | Ion Aurel Stoica (1943-1994)          | Fronte di Salvezza Nazionale                                                         | Governo Stolojan    | 16 ottobre 1991  | 19 novembre 1992 | I    |
| |                  | Valer Dorneanu (1944)                 | Fronte Democratico di Salvezza Nazionale Partito della Democrazia Sociale di Romania | Governo Văcăroiu    | 19 novembre 1992 | 20 ottobre 1995  | II   |
| |                  | Petre Ninosu (1944-2008)              | Partito della Democrazia Sociale di Romania                                          | Governo Văcăroiu    | 20 ottobre 1995  | 12 dicembre 1996 | II   |
| |                  | Bogdan Niculescu Duvăz (1949-2019)    | Partito Democratico                                                                  | Governo Ciorbea     | 12 dicembre 1996 | 11 febbraio 1998 | III  |
| |                  | Ioan Avram Mureșan (1959)             | Partito Nazionale Contadino Cristiano Democratico                                    | Governo Ciorbea     | 11 febbraio 1998 | 17 aprile 1998   | III  |
| |                  | Alexandru Sassu (1955-2021)           | Partito Democratico                                                                  | Governo Vasile      | 17 aprile 1998   | 16 dicembre 1998 | III  |
| Il 16 dicembre 1998 ministero dismesso Dal 28 dicembre 2000 Rapporti con il Parlamento (Ministerul pentru relația cu Parlamentul) Dal 19 giugno 2003 Delega ai rapporti con il Parlamento (Ministru delegat pentru relația cu Parlamentul) |                  |                                       |                                                                                      |                     |                  |                  |      |
| |                  | Acsinte Gaspar (1937)                 | Partito della Democrazia Sociale di Romania Partito Social Democratico               | Governo Năstase     | 28 dicembre 2000 | 8 giugno 2004    | IV   |
| |                  | Șerban Nicolae (1968)                 | Partito Social Democratico                                                           | Governo Năstase     | 8 giugno 2004    | 28 dicembre 2004 | IV   |
| |                  | Bogdan Olteanu (1971)                 | Partito Nazionale Liberale                                                           | Governo Tăriceanu I | 29 dicembre 2004 | 16 marzo 2006    | V    |
| |                  | Mihai Alexandru Voicu (1968)          | Partito Nazionale Liberale                                                           | Governo Tăriceanu I | 16 marzo 2006    | 5 aprile 2007    | V    |
| Governo Tăriceanu II | 5 aprile 2007    | Mihai Alexandru Voicu (1968)          | Partito Nazionale Liberale                                                           | 22 dicembre 2008    |                  |                  | V    |
| |                  | Victor Ponta (1972)                   | Partito Social Democratico                                                           | Governo Boc I       | 22 dicembre 2008 | 1 ottobre 2009   | VI   |
| |                  | Luminița Plăcintă (ad interim) (1965) | Partito Democratico Liberale                                                         | Governo Boc I       | 2 ottobre 2009   | 23 dicembre 2009 | VI   |
| Il 23 dicembre 2009 ruolo dismesso Dal 7 maggio 2012 Rapporti con il Parlamento (Ministerul pentru relația cu Parlamentul) |                  |                                       |                                                                                      |                     |                  |                  |      |
| |                  | Mircea Dușa (1955-2022)               | Partito Social Democratico                                                           | Governo Ponta I     | 7 maggio 2012    | 6 agosto 2012    | VI   |
| |                  | Dan Șova (1973)                       | Partito Social Democratico                                                           | Governo Ponta I     | 6 agosto 2012    | 21 dicembre 2012 | VI   |
| Delega ai rapporti con il Parlamento (Ministru delegat pentru relația cu Parlamentul) Dal 29 giugno 2017 Rapporti con il Parlamento (Ministerul pentru relația cu Parlamentul)                                                             |                  |                                       |                                                                                      |                     |                  |                  |      |
| |                  | Mihai Alexandru Voicu (1968)          | Partito Nazionale Liberale                                                           | Governo Ponta II    | 21 dicembre 2012 | 25 febbraio 2014 | VII  |
| |                  | Robert Cazanciuc (ad interim) (1971)  | Indipendente Partito Social Democratico                                              | Governo Ponta II    | 26 febbraio 2014 | 5 marzo 2014     | VII  |
| |                  | Eugen Nicolicea (1956)                | Unione Nazionale per il Progresso della Romania                                      | Governo Ponta III   | 5 marzo 2014     | 17 dicembre 2014 | VII  |
| Governo Ponta IV | 17 dicembre 2014 | Eugen Nicolicea (1956)                | Unione Nazionale per il Progresso della Romania                                      | 17 novembre 2015    |                  |                  | VII  |
| |                  | Ciprian Bucur (?)                     | Indipendente                                                                         | Governo Cioloș      | 17 novembre 2015 | 4 gennaio 2017   | VII  |
| |                  | Grațiela Gavrilescu (1966)            | Alleanza dei Liberali e dei Democratici                                              | Governo Grindeanu   | 4 gennaio 2017   | 27 marzo 2017    | VIII |
| |                  | Viorel Ilie (1965)                    | Alleanza dei Liberali e dei Democratici                                              | Governo Grindeanu   | 27 marzo 2017    | 29 giugno 2017   | VIII |
| Governo Tudose | 29 giugno 2017   | Viorel Ilie (1965)                    | Alleanza dei Liberali e dei Democratici                                              | 29 gennaio 2018     |                  |                  | VIII |
| Governo Dăncilă | 29 gennaio 2018  | Viorel Ilie (1965)                    | Alleanza dei Liberali e dei Democratici                                              | 27 agosto 2019      |                  |                  | VIII |
| Il 4 novembre 2019 ministero dismesso |                  |                                       |                                                                                      |                     |                  |                  |      |